# Francis Russell, 5:e hertig av Bedford
Francis Russell, 5:e hertig av Bedford, född den 23 juli 1765, död den 2 mars 1802, var en brittisk politiker, sonson till John Russell, 4:e hertig av Bedford, son till Francis Russell, markis av Tavistock, bror till John Russell, 6:e hertig av Bedford.
Francis Russell, som ärvde hertigtiteln 1771, tillhörde prinsens av Wales vänkrets och företrädde i överhuset Charles James Fox whigpolitik. Han angreps därför av Edmund Burke i dennes ryktbara Letter to a Noble Lord, där han med anspelning på släktens genom hovgunst och förläningar grundlagda rikedom kallades "Leviathan bland kronans kreatur'".

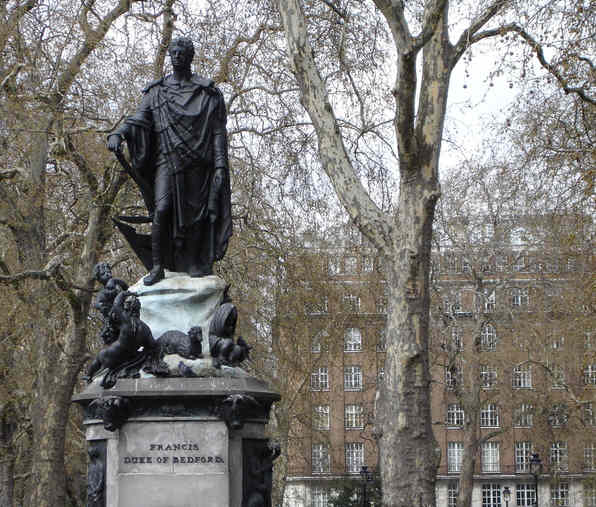
Francis Russell, staty av Richard Westmacott vid Russell Square i London.

Under sina sista år verkade han ivrigt för jordbrukets höjande, bland annat genom förbättrad plogkonstruktion och rationell fåravel. Han byggde ett nytt släktresidens vid Russell Square i London, och där restes 1809 hans staty (med handen på plogen).